# Cylicocarpus
Cylicocarpus là một chi rêu trong họ Orthotrichaceae.